# James Budd
James Herbert Budd (Janesville, 18 maggio 1851 – Stockton, 30 luglio 1908) è stato un politico statunitense.
È stato il governatore della California dal gennaio 1895 al gennaio 1899. Rappresentante del Partito Democratico, è stato inoltre membro della Camera dei rappresentanti per la California dal 1883 al 1885.